# Абрамова (деревня)
Абрамова — деревня в Тюменской области Тобольского района России. Входит в состав Малозоркальцевского сельского поселения.

## География
Деревня находится в северной части Тюменской области, в пределах Западно-Сибирской равнины, по берегам реки Аремзянка, при  федеральной автодороге Р-404.

### Климат
Климат характеризуется как резко континентальный, с длительной морозной зимой и коротким тёплым летом. Средняя многолетняя температура самого холодного месяца (января) составляет −18,6 °С (абсолютный минимум — −49 °С), температура самого тёплого (июля) — 17,6 °С (абсолютный максимум — 38 °С). Безморозный период длится в течение 111 дней. Среднегодовое количество осадков — 200—427 мм, из которых около 70 % приходится на период с мая по сентябрь. Снежный покров держится в среднем 156 дней.

## История
- 1931 году был организован колхоз «Заветы Ленина», в 1953 году было объединение в колхоз «Путь к коммунизму»

## Население
| 2010 |
| ---- |
| 58   |